# Великобритания на летних Олимпийских играх 1932
На летних Олимпийских играх 1932 года Великобританию представляли 108 спортсменов (90 мужчин, 18 женщин). Они завоевали 4 золотых, 7 серебряных и 5 бронзовых медалей, что вывело сборную на 8-е место в неофициальном командном зачёте.

## Медалисты
| Медаль  | Спортсмен                                                   | Вид спорта           | Дисциплина                               |
| ------- | ----------------------------------------------------------- | -------------------- | ---------------------------------------- |
| Золото  | Томас Хэмпсон                                               | Лёгкая атлетика      | Мужчины, 800 м                           |
| Золото  | Томас Грин                                                  | Лёгкая атлетика      | Мужчины, ходьба 50 км                    |
| Золото  | Льюис Клайв Хью Эдвардс                                     | Академическая гребля | Мужчины, двойки распашные без рулевого   |
| Золото  | Джон Бэдкок Хью Эдвардс Джек Бересфорд Роулэнд Джордж       | Академическая гребля | Мужчины, четвёрки распашные без рулевого |
| Серебро | Джерри Корнс                                                | Лёгкая атлетика      | Мужчины, 1500 м                          |
| Серебро | Сэмюэл Феррис                                               | Лёгкая атлетика      | Мужчины, марафон                         |
| Серебро | Томас Эвенсон                                               | Лёгкая атлетика      | Мужчины, 3000 м с препятствиями          |
| Серебро | Томас Хэмпсон Дэвид Берли Годфри Рэмплинг Крю Стоунли       | Лёгкая атлетика      | Мужчины, эстафета 4×400 м                |
| Серебро | Стэнли Чамберс Эрнест Чамберс                               | Велоспорт            | Мужчины, тандем                          |
| Серебро | Хитер Гиннесс                                               | Фехтование           | Женщины, рапира, личное первенство       |
| Серебро | Питер Джефф Джордж Колин Рэтси                              | Парусный спорт       | Класс «Звёздный»                         |
| Бронза  | Дональд Финлей                                              | Лёгкая атлетика      | Мужчины, 110 м с барьерами               |
| Бронза  | Нелли Холстид Эйлин Хискок Гвендолайн Портер Вайолет Вебб   | Лёгкая атлетика      | Женщины, эстафета 4×100 м                |
| Бронза  | Фрэнк Саутхолл Вильям Харвелл Чарльз Холланд Эрнест Джонсон | Велоспорт            | Мужчины, командная гонка преследования   |
| Бронза  | Валери Дэвис                                                | Плавание             | Женщины, 100 м на спине                  |
| Бронза  | Джойси Купер Валери Дэвис Эдна Хьюз Хелен Варкоу            | Плавание             | Женщины, эстафета 4×100 м вольным стилем |

## Результаты соревнований

### Академическая гребля
Соревнования в академической гребле на Играх 1932 года проходили с 9 по 13 августа. В следующий раунд из каждого заезда проходили несколько лучших экипажей (в зависимости от раунда и дисциплины). В финал выходили 4 сильнейших экипажа.
Мужчины
| Соревнование | Спортсмены              | Предварительный заезд | Предварительный заезд | Предварительный заезд | Отборочный заезд | Отборочный заезд | Отборочный заезд | Финал  | Финал |
| Соревнование | Спортсмены              | Заезд                 | Время                 | Место                 | Заезд            | Время            | Место            | Время  | Место |
| ------------ | ----------------------- | --------------------- | --------------------- | --------------------- | ---------------- | ---------------- | ---------------- | ------ | ----- |
| одиночки     | Дик Саутвуд             | 2                     | 7:42,6                | 1 Q                   | не участвовал    | не участвовал    | не участвовал    | 8:33,6 | 4     |
| двойки       | Льюис Клайв Хью Эдвардс | 2                     | 7:47,0                | 1 Q                   | не участвовали   | не участвовали   | не участвовали   | 8:00,0 | 1     |